# Morrilton
Morrilton – miasto w Stanach Zjednoczonych, w stanie Arkansas, siedziba administracyjna hrabstwa Conway.